# La Jalousie du Barbouillé
La Jalousie du Barbouillé est une farce en un acte et en prose de Molière. On ignore sa date de création, qui s'est faite vraisemblablement hors de Paris. Elle a été jouée à partir de décembre 1660 à Paris, puis à plusieurs reprises jusqu'en septembre 1664, avant d'être ôtée du répertoire de la troupe de Molière.

## Commentaires
Pour écrire cette farce, Molière s'est inspiré d'une nouvelle du Décaméron de Boccace, le Jaloux corrigé, ou d'une histoire de la Commedia dell'arte, le Villano geloso. Le titre de cette farce, ainsi que son personnage principal, Le Barbouillé (« L'Enfariné »), pourraient également trouver un écho dans l'archétype de Pedrolino, le zanni ou valet issu du théâtre populaire italien.
Molière réutilisera plus tard tous ces éléments dans d'autres pièces. On reconnaît chez La Jalousie du Barbouillé, tout d'abord, la trame qu'on retrouvera dans George Dandin ou le Mari confondu, où même le prénom ironique d'Angélique est conservé. Le seul personnage à y manquer, le docteur, sera repris et développé dans Le Mariage forcé. Ce même épisode est aussi exploité dans Le Dépit amoureux.

## Personnages
Le barbouillé (mari d'Angélique)
Le Docteur
Angélique (fille de Gorgibus)
Valère (amant d’Angélique)
Cathau (servante d’Angélique)
Gorgibus (père d'Angélique)
Villebrequin

## Distribution
| Personnage                      | Acteur  |
| ------------------------------- | ------- |
| Le Barbouillé, mari d'Angélique |         |
| Le docteur                      |         |
| Angélique, fille de Gorgibus    |         |
| Valère, amant d'Angélique       |         |
| Cathau, servante d'Angélique    |         |
| Gorgibus, père d'Angélique      | L'Espy  |
| Villebrequin                    | De Brie |
| La Vallée                       |         |

## Mise en scène notable
- 2016 : George Dandin / La Jalousie du Barbouillé de Molière, joués ensemble, mise en scène de Hervé Pierre, Comédie-Française[4].